# Tetraonyx maculata
Tetraonyx maculata es una especie de coleóptero de la familia Meloidae.

## Distribución geográfica
Habita en Brasil, México,  Guatemala y    Nicaragua.